# Sagalaherang Kaler
Sagalaherang Kaler is een bestuurslaag in het regentschap Subang van de provincie West-Java, Indonesië. Sagalaherang Kaler telt 5714 inwoners (volkstelling 2010).